# 胃鼓脹症
胃鼓脹症（英:tympanites ventriculi）は、カンジダ属に属するCandida sake感染を原因とするサケ科魚類の感染症。胃の拡張に伴う腹部膨満、胃内に大量のガス泡が認められる。胃鼓脹症に対する有効な治療法、予防法は確立されていない。